# Kainit
Kainit – minerał z gromady siarczanów. Należy do grupy minerałów bardzo rzadkich, rozpowszechnionych tylko w niektórych regionach Ziemi. 
Nazwa pochodzi od gr. kainos = współczesny (świeży) i nawiązuje do stosunkowo niedawnego powstania minerału.
Chemicznie jest to sól podwójna o wzorze KCl·MgSO4·3H2O lub KMg(SO4)Cl·3H2O, zawierająca kationy magnezu i potasu oraz aniony chlorkowe i siarczanowe.

## Charakterystyka

### Właściwości
Tworzy kryształy o pokroju tabliczkowym. Występuje w skupieniach ziarnistych. Łatwo rozpuszcza się w wodzie (ma nieprzyjemny gorzko-słony smak), jest silnie higroskopijny (rozpuszcza się nawet pod wpływem pary wodnej zawartej w powietrzu).
Teoretycznie zawiera: 
- 15,7% K,
- 14,2% Cl,
- 16,19% MgO,
- 32,16% SO3,
- 21,7% H2O.

### Występowanie
Składnik morskich ewaporatów solnych. Występuje tylko wśród ewaporatów powstałych z wód morskich. Współwystępuje z takimi minerałami jak: sylwin, karnalit, kizeryt, anhydryt, halit.
Miejsca występowania:
- Na świecie: Niemcy, Austria, Ukraina, USA, Francja, Włochy.

- W Polsce: występuje na Kujawach (w cechsztyńskich słupach solnych).

### Zastosowanie
- do wyrobu nawozów sztucznych,
- surowiec chemiczny,
- ma znaczenie dla kolekcjonerów.